# Rewriting Songs
Rewriting Songs è un album del duo chitarristico formato da Nico Di Battista e Dario Chiazzolino.

## Il disco
L'album è stato registrato nel settembre 2012 e pubblicato il 13 giugno 2013.
Il repertorio è composto da temi internazionali, riarrangiati per duo di chitarre. Rimangono solo alcune tracce dei temi originali, tutto il resto è improvvisazione jazzistica.

## Tracce
1. Maniac - Dario Chiazzolino, Nico Di Battista
2. W la mamma - Dario Chiazzolino, Nico Di Battista
3. Scrivimi - Dario Chiazzolino, Nico Di Battista
4. Estate - Dario Chiazzolino, Nico Di Battista
5. Parlami d'amore Mariù - Dario Chiazzolino, Nico Di Battista
6. La bambola - Dario Chiazzolino
7. Generale - Nico Di Battista
8. Per un'ora d'amore - Dario Chiazzolino, Nico Di Battista
9. Settimana un giorno - Dario Chiazzolino, Nico Di Battista
10. Ancora - Dario Chiazzolino, Nico Di Battista

## Formazione
- Dario Chiazzolino - chitarra
- Nico Di Battista - chitarra